# Tibellus cobusi
Tibellus cobusi är en spindelart som beskrevs av Van den Berg och Ansie S. Dippenaar-Schoeman 1994. Tibellus cobusi ingår i släktet Tibellus och familjen snabblöparspindlar. Inga underarter finns listade i Catalogue of Life.